# Wieprzyce (Gorzów Wielkopolski)
Wieprzyce (Wieprzyce Górne) – dzielnica Gorzowa Wielkopolskiego, położona w zachodniej części miasta. Dawniej była to część podgorzowskiej wsi Wieprzyce, którą w etapach – 31 grudnia 1961 oraz 1 sierpnia 1977 – włączono w granice administracyjne Gorzowa.

## Gospodarka
W Wieprzycach mieścił się tartak, siedziba Miejskiego Zakładu Komunikacyjnego (MZK Gorzów), duży zakład mleczarski „Rolmlecz”, spółdzielnia pracy „Piast”, wiele składów, hurtowni, serwisy mechaniczne, zakład wulkanizacyjny, piekarnia, przedsiębiorstwo budowlane „Budom”, serwis rowerowy, Hotel Huzar oraz siedziba Fundacji Animacji Kobiet.

## Infrastruktura

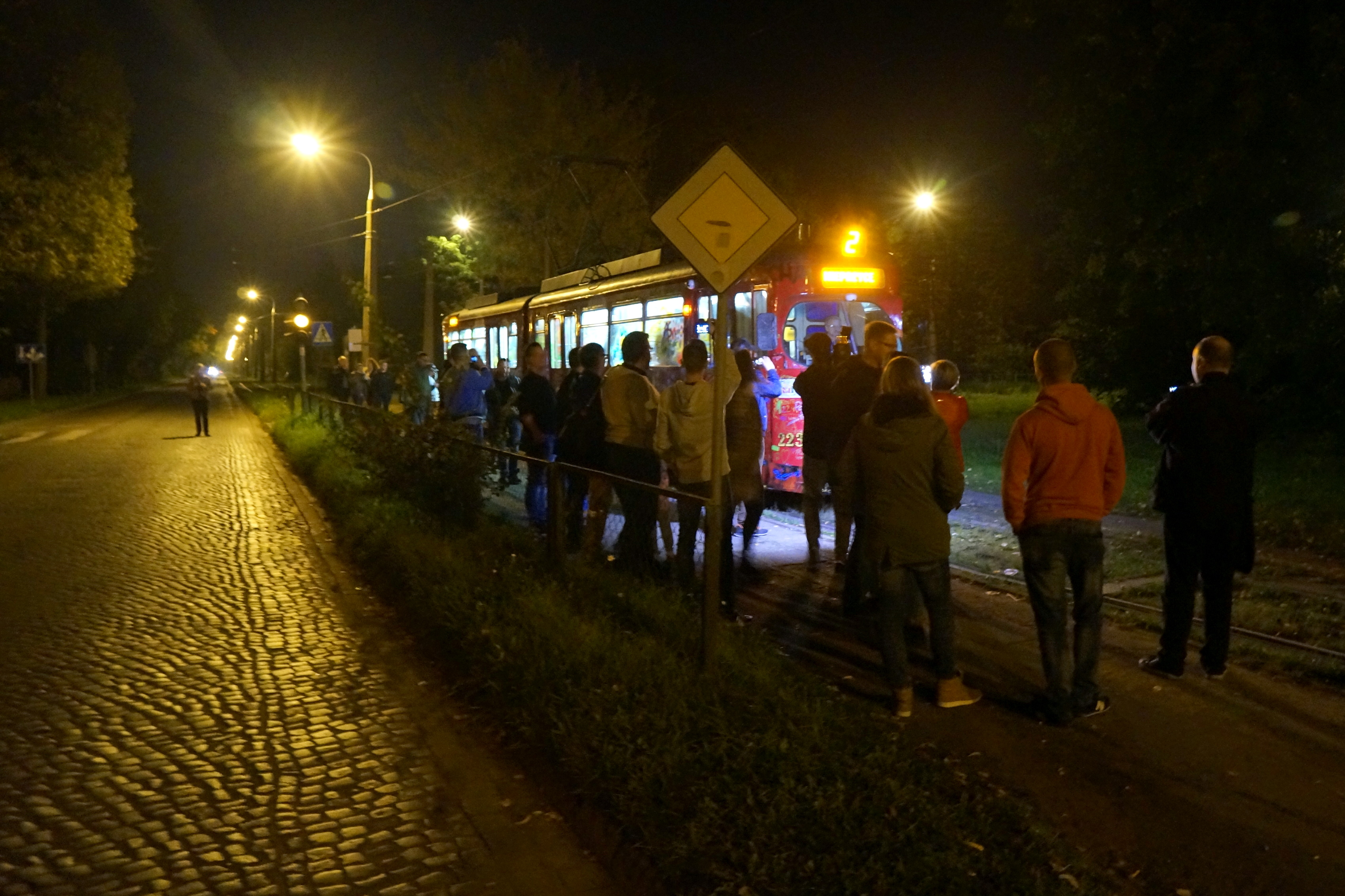
Przystanek "Wieprzyce-końcowy", ostatni kurs tramwaju przed zawieszeniem komunikacji tramwajowej (2017-2019)

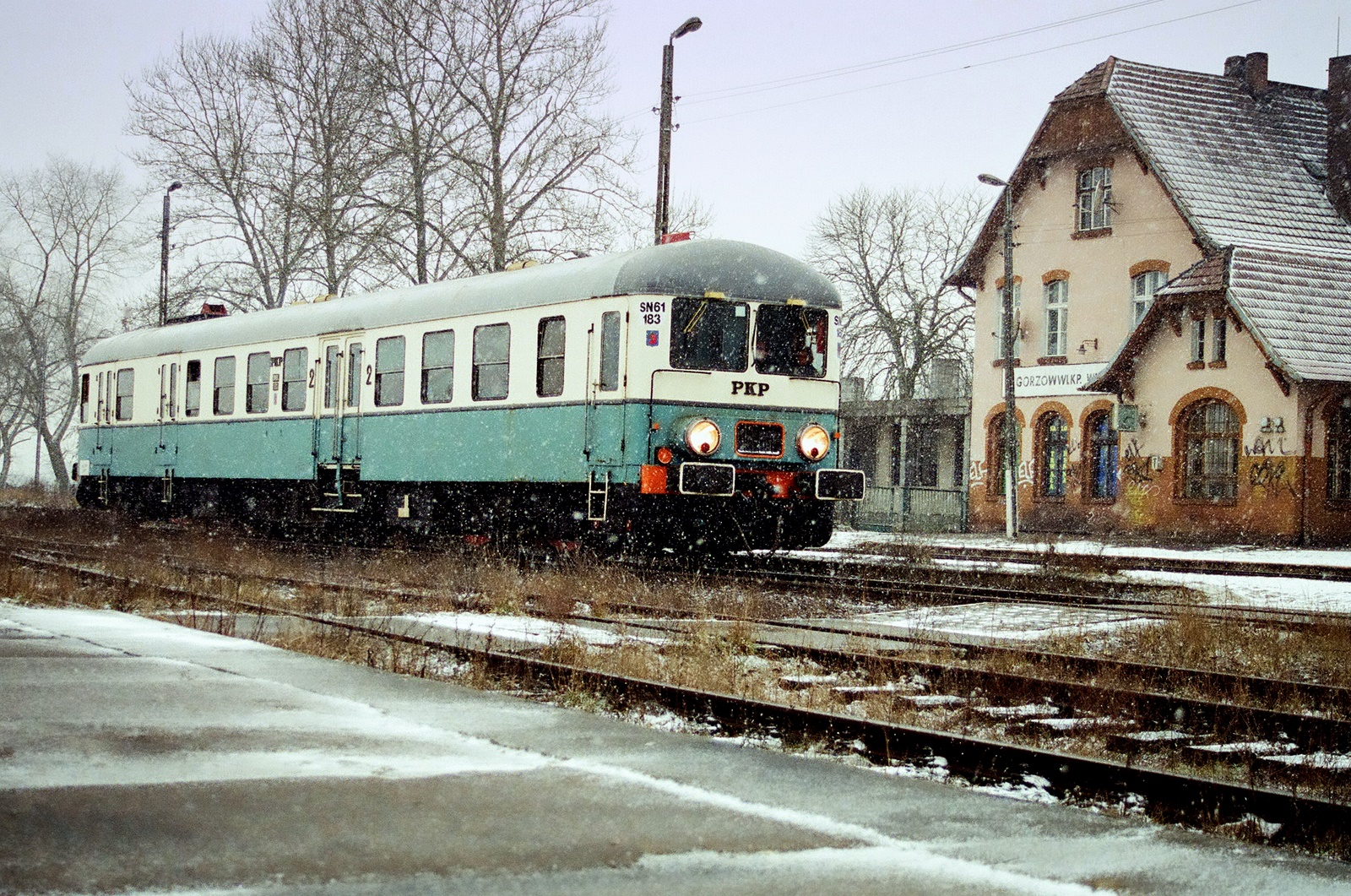
Stacja kolejowa Gorzów Wielkopolski Wieprzyce

Dzielnica jest dobrze skomunikowana z miastem i podmiejskimi miejscowościami.
Wieprzyce leżą przy drodze wojewódzkiej nr 132 relacji Gorzów Wielkopolski – Kostrzyn nad Odrą, przy  drodze ekspresowej S3 Świnoujście – Lubawka oraz przy linii kolejowej Gorzów Wielkopolski – Kostrzyn nad Odrą. Znajduje się tutaj stacja kolejowa Gorzów Wielkopolski Wieprzyce.
Przy wylocie z miasta znajduje się miejska oczyszczalnia ścieków. Przy ul. Husarskiej 2 znajduje się hotel „Huzar” powstały w budynku pamiętającym czasy niemieckich osadników na tych ziemiach. W hotelu do dziś zachowała się historia tych czasów i można w nim odnaleźć wiele zdjęć historycznych Gorzowa Wlkp i os. Wieprzyce.
Główne ulice dzielnicy to:
- Kostrzyńska,
- Dobra,
- Warzywna,
- Wiśniowa,
- Tartaczna,
- Nad Wartą.

## Zabytki i inne walory kulturowo-przyrodnicze
W Wieprzycach na uwagę zasługuje kościół Św. Trójcy, znajdujący się w centrum dzielnicy, park przy MZK Gorzów, tereny leśne byłego poligonu, obecnie przekształcone w tereny rekreacyjne dla mieszkańców miasta i rezerwat przyrody Gorzowskie Murawy.